# 1908년 하계 올림픽 사이클 남자 20km
1908년 하계 올림픽 사이클 남자 20km는 1908년 하계 올림픽 사이클의 세부종목으로 치러진 트랙 사이클 종목이다. 각 국가당 최대 12명의 선수를 출전시킬 수 있었으며, 10개국 44명의 선수가 참가하였다.

## 경기 방식
20km 경주는 1908년 하계 올림픽에서만 선보인 종목으로, 초장거리 스프린트 레이스에 포인트 레이스의 요소를 추가한 경기였다. 각 경기는 660야드 길이 트랙을 33바퀴 도는 식으로 진행되었으며, 준결선과 결선의 2라운드로 진행되었다. 준결선 라운드는 총 6회의 경기로 구성되었으며, 제한시간을 초과하지 않고 1위를 차지한 선수가 결선에 진출하였다. 다만 준결선에서 가장 빠른 기록이 세워진 3경기에서 가장 많은 바퀴를 돈 선수도 결선에 진출하였다. 따라서 결선에 진출한 선수는 총 9명이었다.

## 경기 결과

### 준결선
준결선 1위를 기록한 선수 6명과, 최고 기록이 세워진 3경기 가운데 가장 많은 횟수를 돈 선수 3명이 결선에 진출하였다.

#### 준결선 1차전
대니얼 플린 선수는 전체 경기 가운데 절반을 지난 시점에서 자전거에 펑크가 생겨 도중 포기하였다.
| 순위 | 선수              | 국가     | 기록    | 주 |
| ---- | ----------------- | -------- | ------- | -- |
| 1    | 레언 미어디트     | 영국     | 33:21.0 | Q  |
| 2    | 헤르만 마르텐스   | 독일     | 33:21.2 |    |
| 3    | 요섭 베르브라우크 | 벨기에   | 33:21.4 | q  |
| 4    | 앙드레 라피즈     | 프랑스   | 불명    |    |
| 5    | 헤오르히위스 다먼 | 네덜란드 | 불명    |    |
| 6    | 프레더릭 매카시   | 캐나다   | 불명    |    |
| 7–8  | 피에르 오스텡     | 프랑스   | 불명    |    |
| 7–8  | 루돌프 카처       | 독일     | 불명    |    |
| —    | 대니얼 플린       | 영국     | DNF     |    |

#### 준결선 2차전
에밀 드망젤 선수가 몇 인치 차이로 1위로 들어왔으나 경기 중 반칙으로 실격 처리되었다.
| 순위 | 선수                          | 국가              | 기록    | 주 |
| ---- | ----------------------------- | ----------------- | ------- | -- |
| 1    | 클래런스 킹스베리             | 영국              | 32:33.8 | Q  |
| 2    | 찰리 브루크스                 | 영국              | 32:34.0 |    |
| 3    | 플로리스 벤터                 | 남아프리카 공화국 | 32:34.4 |    |
| 4    | 조르주 루츠                   | 프랑스            | 불명    |    |
| 5    | 헤라르트 보스 판 드라켄스테인 | 네덜란드          | 불명    |    |
| 6    | 프랑수아 보네                 | 프랑스            | 불명    | q  |
| 7–9  | 월터 앤드류스                 | 캐나다            | 불명    |    |
| 7–9  | 예안 판 벤트험                | 벨기에            | 불명    |    |
| 7–9  | 파울 슐츠                     | 독일              | 불명    |    |

#### 준결선 3차전
| 순위 | 선수            | 국가              | 기록    | 주 |
| ---- | --------------- | ----------------- | ------- | -- |
| 1    | 루이스 웨인츠   | 미국              | 33:39.8 | Q  |
| 2    | 프랭크 쇼어     | 남아프리카 공화국 | 33:40.0 |    |
| 3    | 해리 영         | 캐나다            | 33:45.2 |    |
| 4    | 허버트 부플러   | 영국              | 불명    |    |
| 5    | 막스 트립슈     | 독일              | 불명    |    |
| 6–7  | 앙리 퀴노       | 프랑스            | 불명    |    |
| 6–7  | 도뤼스 네일란트 | 네덜란드          | 불명    |    |
| —    | 프레데릭 해믈린 | 영국              | DNF     |    |

#### 준결선 4차전
| 순위 | 선수              | 국가              | 기록    | 주 |
| ---- | ----------------- | ----------------- | ------- | -- |
| 1    | 벤자민 존스       | 영국              | 32:39.0 | Q  |
| 2    | 조지 캐머런       | 미국              | 32:39.2 |    |
| 3    | 토머스 패스모어   | 남아프리카 공화국 | 32:39.4 |    |
| 4    | 옥타브 라피즈     | 프랑스            | 불명    | q  |
| 5    | 앙리 보믈레르     | 프랑스            | 불명    |    |
| 6–7  | 알빈 볼트         | 독일              | 불명    |    |
| 6–7  | 요하네스 판스펭언 | 네덜란드          | 불명    |    |
| —    | 윌리엄 로어       | 영국              | DNF     |    |

#### 준결선 5차전
| 순위 | 선수                    | 국가   | 기록    | 주 |
| ---- | ----------------------- | ------ | ------- | -- |
| 1    | 안드루 한손             | 스웨덴 | 34:53.6 | Q  |
| 2    | 데이비드 로버트슨       | 영국   | 34:53.8 |    |
| 3    | 윌리엄 앤더슨           | 캐나다 | 34:55.6 |    |
| —    | 요아니스 산토리나이오스 | 그리스 | DNF     |    |
| —    | 피에르 테지에르         | 프랑스 | DNF     |    |

#### 준결선 6차전
| 순위 | 선수                    | 국가     | 기록    | 주 |
| ---- | ----------------------- | -------- | ------- | -- |
| 1    | 앨버트 데니             | 영국     | 33:40.6 | Q  |
| 2    | 샤를 아브리용           | 프랑스   | 33:40.8 |    |
| 3    | 휘스타프 베스테르베르흐 | 스웨덴   | 33:41.4 |    |
| 4    | 굴리엘모 모리세티       | 이탈리아 | 불명    |    |
| —    | 레옹 쿠켈베르           | 벨기에   | DSQ     |    |

### 결선
레언 미어디트와 아서 데니가 경기 초반에 자전거 바퀴에 펑크가 나는 사고를 겪었다. 안드루 한손은 마지막 바퀴에서 쓰러졌다. 프랑수아 보네가 레이스 전반을 선두로 달렸으나, 클래런스 킹스베리가 마지막 바퀴 타종 직후부터 스프린트에 나서면서 존스, 베르브라우크, 웨인츠의 "뜨거운 추격"을 받으며 "이번 대회에서 가장 흥미진진한 완주"를 마무리했다고 대회 공식 보고서는 기록하고 있다. 킹스베리의 경우 2위 벤자민 존스와 3인치 차이로 결승선을 통과하였다.
| 순위 | 선수              | 국가   | 기록    |
| ---- | ----------------- | ------ | ------- |
| 1    | 클래런스 킹스베리 | 영국   | 34:13.6 |
| 2    | 벤자민 존스       | 영국   | 불명    |
| 3    | 요섭 베르브라우크 | 벨기에 | 불명    |
| 4    | 루이스 웨인츠     | 미국   | 불명    |
| 5–9  | 프랑수아 보네     | 프랑스 | 불명    |
| 5–9  | 아서 데니         | 영국   | 불명    |
| 5–9  | 안드루 한손       | 스웨덴 | 불명    |
| 5–9  | 옥타브 라피즈     | 프랑스 | 불명    |
| 5–9  | 레언 미어디트     | 영국   | 불명    |